# NGC 3690B
NGC 3690B en ook bekend als Arp 299 is een spiraalvormig sterrenstelsel in het sterrenbeeld Grote Beer. Het hemelobject ligt 144 miljoen lichtjaar van de Aarde verwijderd en werd op 18 maart 1790 ontdekt door de Duits-Britse astronoom William Herschel. NGC 3690B is in botsing met NGC 3690A.

## Synoniemen
- UGC 6472
- IRAS 11257+5850
- MCG 10-17-3
- ZWG 291.73
- KCPG 288B
- VV 118
- Arp 299
- PGC 35321